# Ján Hanzlík
Ján Hanzlík (28. května 1910 – ???) byl slovenský a československý politik Komunistické strany Slovenska a poúnorový poslanec Národního shromáždění ČSSR a Sněmovny lidu Federálního shromáždění.

## Biografie
V letech 1955-1968 se uvádí jako účastník zasedání Ústředního výboru Komunistické strany Slovenska. Na sjezdu KSS v roce 1966 vystupoval jako člen Ústřední kontrolní a revizní komise ÚV KSS.
Ve volbách roku 1964 byl zvolen za KSS do Národního shromáždění ČSSR za Západoslovenský kraj. V Národním shromáždění zasedal až do konce volebního období parlamentu v roce 1968. K roku 1968 se profesně uvádí jako tajemník Okresního výboru KSS z obvodu Zbehy u Bratislavy.
Po federalizaci Československa usedl roku 1969 do Sněmovny lidu Federálního shromáždění (volební obvod Zbehy), kde setrval do konce volebního období parlamentu, tedy do voleb roku 1971.